# Servitude pénale
La servitude pénale est une peine de prison. En plus de la privation de liberté de circulation et de la privation de tout lien social, des travaux peuvent être demandés aux détenus.
Parmi les pays qui continuent d'employer le terme de servitude pénale, citons le Japon, l'île Maurice, la République démocratique du Congoou le Burundi.
Une condamnation à une peine de servitude pénale principale signifie de la prison ferme (par opposition à du sursis).

## Étymologie
Le terme de « servitude » provient de l'époque où des travaux forcés étaient prescrits.

## Échelle des condamnations
La servitude pénale se situe entre les travaux forcés, lorsque cette peine existe, et l'amende.